# Pamela Hayden
Pamela Hayden (Windham, 28 novembre 1953) è un'attrice e doppiatrice statunitense.
È conosciuta soprattutto per essere la voce originale di molti personaggi della serie I Simpson. Fra questi vi sono Milhouse Van Houten, Secco Jones, Spada, Rod Flanders, Sarah Winchester e Janey Powell. È inoltre la voce del personaggio di Bianca nel videogame Spyro: Year of the Dragon. Nel novembre 2024 annuncia il suo ritiro dal mondo del doppiaggio.